# Production en série

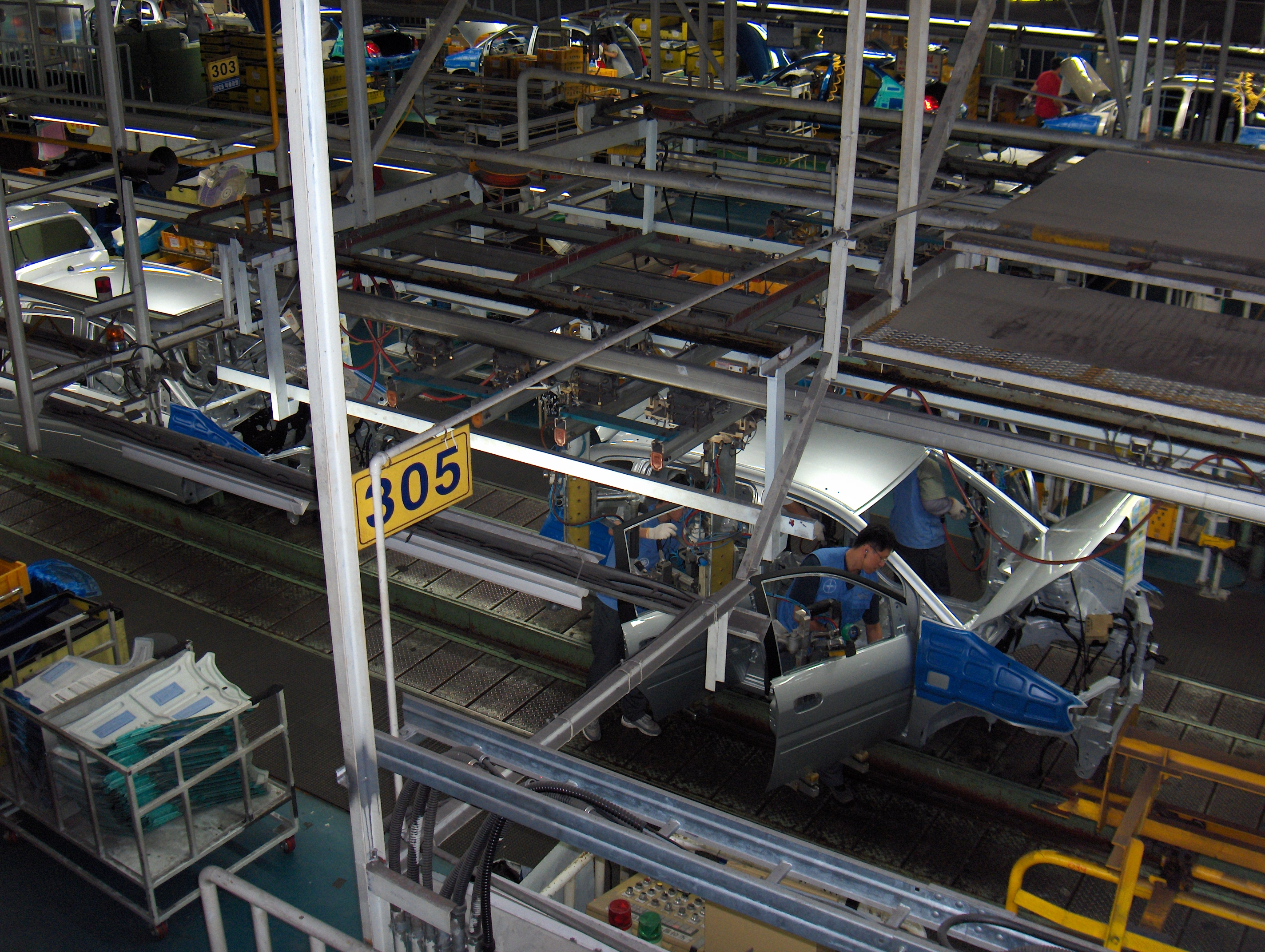
Chaîne de production dans une usine Hyundai.

La production en série est un mode de production caractérisé par une organisation telle que les produits passent linéairement de poste à poste jusqu'à prendre leur forme finale.

## Enjeux
La production en série permet d'assurer une augmentation des économies d'échelle par la spécialisation des postes de travail.
Il est cependant possible de critiquer cette spécialisation qui entraîne une baisse de la flexibilité nuisible en cas de changement d'activité. La massification de la production générée par ce mode de production tend à limiter l'aptitude à satisfaire les besoins du consommateur à long terme. De plus ce mode de production peut être critiqué quant à sa capacité d'adaptation aux besoins d'accomplissement des hommes. Les mouvements répétitifs tendent à engendrer chez le travailleur des troubles musculosquelettiques.

## Démarche d'optimisation
Il est possible de limiter les erreurs de manipulation entre les postes de la production en série en utilisant des détrompeurs ou poka yoke (systèmes anti-erreur).